# Einzelgeschäftsführungsbefugnis
Einzelgeschäftsführungsbefugnis ist ein Begriff aus dem Gesellschaftsrecht und bedeutet, dass jeder Gesellschafter alleine für die Gesellschaft handeln kann.
Nach deutschem Recht ist dabei allerdings zu beachten, dass zwischen Geschäftsführung und Vertretung oder zwischen Geschäftsführungsbefugnis und Vertretungsmacht unterschieden wird.
Die Geschäftsführungsbefugnis besagt, dass ein Geschäftsführer im Innenverhältnis der Gesellschaft, also den anderen Gesellschaftern gegenüber, berechtigt ist, ein Geschäft auszuführen. Die Vertretungsmacht ist hingegen die Berechtigung, die Gesellschaft nach außen hin wirksam zu vertreten, so dass Dritten gegenüber Verbindlichkeiten der Gesellschaft begründet werden. Geschäftsführungsbefugnis und Vertretungsmacht fallen meist zusammen, es ist aber auch denkbar, dass hierfür verschiedene Regelungen getroffen sind.
Für unterschiedliche Arten von Gesellschaften trifft das Gesetz jeweils abweichende Regelungen zur Geschäftsführungsbefugnis und zur Vertretungsmacht. Ferner besteht die Möglichkeit, im Gesellschaftsvertrag vom Gesetz abweichende Regelungen hierzu zu treffen.
Bei der Gesellschaft bürgerlichen Rechts (auch kurz "BGB-Gesellschaft" oder abgekürzt "GbR" bezeichnet) steht nach dem Gesetz die Geschäftsführung den Gesellschaftern gemeinschaftlich zu; für jedes Geschäft ist die Zustimmung aller Gesellschafter erforderlich (§ 709 Absatz 1 BGB). § 714 BGB regelt die Vertretungsmacht ebenso wie die Geschäftsführungsbefugnis, das heißt alle Gesellschafter vertreten gemeinsam. Abweichende Regelungen im Gesellschaftsvertrag sind möglich.
Bei der Offenen Handelsgesellschaft (OHG) regelt § 115 HGB die Geschäftsführung. Steht die Geschäftsführung allen oder mehreren Gesellschaftern zu, so ist jeder von ihnen allein zu handeln berechtigt (Einzelgeschäftsführungsbefugnis). Widerspricht jedoch ein anderer geschäftsführender Gesellschafter der Vornahme einer Handlung, so muss diese unterbleiben. Zur Vertretung der Gesellschaft ist jeder Gesellschafter (allein) ermächtigt, wenn er nicht durch den Gesellschaftsvertrag von der Vertretung ausgeschlossen ist (§ 125 Abs. 1 HGB). Abweichende Regelungen im Gesellschaftsvertrag sind möglich.
Für die Kommanditgesellschaft (KG) gelten die Vorschriften für die OHG entsprechend, jedoch sind Kommanditisten von Geschäftsführung und Vertretung ausgeschlossen (§§ 164, 170 HGB).
Bei der Gesellschaft mit beschränkter Haftung (GmbH) ist die Geschäftsführungsbefugnis der Geschäftsführer im Innenverhältnis beschränkbar (§ 37 GmbHG). Die Vertretungsmacht der Geschäftsführer nach außen ist nicht beschränkbar. Gibt es mehrere Geschäftsführer, so vertreten diese gemeinsam, soweit nicht im Gesellschaftsvertrag etwas anderes bestimmt ist (§ 35 Abs. 1 und 2 GmbHG).
Bei Handelsgesellschaften (OHG, KG, GmbH) sind vom Gesetz abweichende Regelungen der Vertretungsmacht ins Handelsregister einzutragen.